# Samir Sharifov
Samir Rauf oglu Sharifov (en azerí: Samir Rauf oğlu Şərifov; Azerbaiyán, 7 de septiembre de 1961) es Vice primer ministro del República de Azerbaiyán, Ministerio de Finanzas de la República de Azerbaiyán en 2006-2025, Director Ejecutivo del Fondo Estatal del Petróleo de Azerbaiyán en 2001-2006.

## Biografía
Samir Sharifov nació el 7 de septiembre de 1961 en Azerbaiyán. En 1983 se graduó de la facultad de relaciones económicas internacionales de la Universidad de Kiev.
Es casado y tiene tres hijos.

## Carrera política
En 1983-1991 trabajó en el Ministerio de Comercio Exterior de la URSS en Bakú y luego en Yemen. En 1991-1995 fue jefe adjunto del Departamento de Relaciones Económicas Internacionales del Ministerio del Exterior de Azerbaiyán. Desde 1995 hasta 2001 fue director del departamento en el Banco Central de Azerbaiyán. El 3 de enero de 2001 fue designado Director Ejecutivo del Fondo Estatal del Petróleo de Azerbaiyán.
El 18 de abril de 2006 Samir Sharifov fue nombrado Ministerio de Finanzas de la República de Azerbaiyán. También es miembro de la junta de supervisión del Fondo Estatal del Petróleo de Azerbaiyán y copresidente del Banco de Comercio y Desarrollo del Mar Negro en representación de Azerbaiyán.También participa en la reunión del grupo electoral del Fondo Monetario Internacional y del Banco Mundial cada año.
El 10 de enero de 2025, fue relevado de sus funciones como Ministerio de Finanzas y nombrado Vice primer ministro de Azerbaiyán.